# خلج‌آباد
خلج‌آباد، روستایی از توابع بخش سلفچگان شهرستان قم در استان قم است.

## جمعیت
این روستا در دهستان نیزار قرار دارد و براساس سرشماری مرکز آمار ایران در سال ۱۳۸۵، جمعیت آن ۶۸۲ نفر (۱۷۳خانوار) بوده‌است.